# 劇場版BLEACH The DiamondDust Rebellion もう一つの氷輪丸
『劇場版BLEACH The DiamondDust Rebellion もう一つの氷輪丸』（げきじょうばんブリーチ ザ・ダイアモンドダスト・リベリオン もうひとつのひょうりんまる）は、2007年12月22日に公開された日本の長編アニメーション映画。久保帯人による漫画作品『BLEACH』を原作とするテレビアニメシリーズの劇場版アニメーション第2作。阿部記之が監督を務め、studioぴえろが制作した。
『BLEACH』の人気キャラクター・日番谷冬獅郎をメインに据えた物語が描かれる。また、物語はテレビシリーズ同様、死神の世界である尸魂界と現世を結んで展開される。

## あらすじ
物語は尸魂界の秘宝・王印を乗せた神輿と護衛の一団が、天空を渡っていく場面から始まる。王印の移送を警護する任務にあたっていた日番谷冬獅郎率いる護廷十三隊十番隊は、突如謎の集団から襲撃を受け、王印を強奪される。襲撃の首謀者・草冠宗次郎と刃を交えた日番谷は、なぜか部下たちを置いて出奔し、姿を消した。
数日後、事件のあらましを知った黒崎一護は、空座町に逃げ込み身を隠していた日番谷を発見する。一護は深手を負った日番谷を保護するが、日番谷は何があったのかを語ろうとしない。隊長の羽織を捨て、草冠が身につけていたマントをまとった日番谷は、一護に対して刀を向け、傷も癒えぬままふたたび姿を消そうとする。そのようななか、日番谷の身柄を要求して現れたインとヤンに一護は敗北し、意識を失う。
その後、一護は朽木ルキアや阿散井恋次と合流し、日番谷が唯一残した「クサカ」という言葉を手がかりに事件を追う。上意下達の世界である尸魂界では、出奔した日番谷にくみすることはできず、残された者たちは日番谷の不可解な行動に戸惑う。尸魂界は真央霊術院時代の日番谷の同期であり、謎の死を遂げた草冠という男の存在を探ろうとするが、なぜか記録はことごとく抹消されていた。そのようななか、事件の真相を追っていた京楽春水が氷輪丸の使い手によって襲撃され、重症を負う。時を同じくして、現世に派遣されていた日番谷捜索隊が日番谷自身によって退けられる。次第に日番谷への疑惑は深まり、尸魂界は日番谷処刑の命令を下した。
傷ついた日番谷の姿をかつての自分に重ねる一護は、やがて日番谷の行動の真意に気付く。

## 登場人物
黒崎一護（）
声 - 森田成一
本作の主人公。死神代行を務める高校生。
日番谷冬獅郎（）
声 - 朴璐美
護廷十三隊十番隊隊長。
朽木ルキア（）
声 - 折笠富美子
護廷十三隊十三番隊所属の死神。

### オリジナルキャラクター
草冠宗次郎（）
声 - 石田彰
王印強奪事件の首謀者。仮面を被り、死覇装をまとっている。日番谷とは真央霊術院の同期に当たる。当時は日番谷に次ぐ優秀な成績を収めていた。また、親友でありながら良きライバルでもあった。
日番谷と同じ斬魄刀「氷輪丸」の持ち主。氷輪丸が二振り存在することを認めない中央四十六室から日番谷との一騎討ちを命じられ、日番谷に敗北した。隠密機動によって粛清されたが、魂魄が消えかかる寸前に偶然浴びた王印の力により、虚圏（）で再構築された。尸魂界への復讐を目論み、王印を解放するため、日番谷の卍解を利用しようとしている。
イン、ヤン
声 - 久川綾（イン）、ゆかな（ヤン）
草冠とともに行動する双子の姉妹。青髪がイン、赤髪がヤン。破面のような仮面を被り、斬魄刀を操る。

## 設定
王印（）
尸魂界の王族の秘宝。王族以外の者は誰も実物を目にしたことがない。王印のもてる力が強大であるため、定期的に座所を移す必要がある。
使用者の意思によって、時間や空間を問わず、すべての事象を別次元に移すことができる。その力により、空間の移動や敵の攻撃を別次元に移すこと、傷を負ってもその前の状態に戻すことが可能となる。さらに、王印を解放することで、限定された場所においてすべての時間・空間・次元を操る力を得ることができる。王印は斬魄刀で斬ることによって解放されるが、卍解の状態でなければその力を制御することはできない。卍解を会得していない刀で王印を解放すると、王印は暴走を始める。

## スタッフ
- 原作 - 久保帯人[1]
- 監督 - 阿部記之[1]
- 脚本 - 横手美智子、大久保昌弘[1]
- 絵コンテ - 阿部記之[11]、斉藤哲人、水野和則[11]、深澤学、佐々木守
- 演出 - 阿部記之、水野和則、小柴純弥、神谷純[11]
- キャラクターデザイン - 工藤昌史[1]
- 作画監督 - 工藤昌史[11]、高木弘樹[11]、河村明夫、大西雅也[11]、三好和也、小木曽伸吾、細越裕治、ふかざわまなぶ、もりやまゆうじ[11]
- エフェクト作画監督 - 橋本敬史
- 美術監督 - 清水友幸[1]
- 色彩設計 - 上谷秀夫、安斉寛美、阿部紀子[1]
- 撮影監督 - 福島敏行[1]
- 編集 - 植松淳一、奥野英俊[1]
- 音楽 - 鷺巣詩郎[1]
- プロデューサー - 深沢幹彦、青木俊志、萩野賢[1]
- アニメーション制作 - studioぴえろ[1]
- 製作 - 劇場版BLEACH2製作委員会（テレビ東京、集英社、ぴえろ、電通、アニプレックス、東宝、バンダイ、セガ、ソニー・コンピュータエンタテインメント）[1]

## 制作

### 企画
企画の立ち上げ段階から、原作者・久保帯人の仕事場でスタッフとの打ち合わせが重ねられた。前作『劇場版BLEACH MEMORIES OF NOBODY』ではメインとなるオリジナルキャラクターがふたり登場したこともあり、久保は「時間的な制限からしっかり描ききれなかった部分を感じていた」という。そのため、本作では「オリジナルキャラクターはひとり」に絞り、「メインに据えるキャラクターを原作の中から選んでほしい」という要望を伝えていた。この要望を受け、監督の阿部記之とプロデューサーが話し合った結果、原作漫画においてあまり過去が描かれていなかった日番谷冬獅郎が候補となり、久保がこれを了承したことから、日番谷をメインに据えた物語が生まれることとなった。
久保は本作において、オリジナルキャラクターの設定・デザイン・ネーミング、サブタイトルの命名などを担当した。

### テーマ
阿部は『アニメディア (2007)』において、「“泣かせる、しんみりした話”だった昨年の劇場版と対照的に、今回は“熱くなれる話”を目指しています。劇場を出るときに、熱く、元気な気持ちになれる『BLEACH』を目指します」と述べていた。
プロデューサーの萩野賢も、『劇場版BLEACH MEMORIES OF NOBODY』では「少女の想いに対する一護」を描いたため、本作では「男が惚れる男の世界、男たちの関係」を描きたいと思ったという。
脚本を担当した横手美智子は、「すべてを捨ててでも護らなければならないものがある」というような話にしたいと、最初に阿部から伝えられたという。横手は本作に込めたテーマについて、以下のように語っている。
また、戦闘場面の脚本を担当した大久保昌弘は本作に込められたテーマについて、「結局ひとりで悶々と考え込んでいても、周りに目を向ければ人はいっぱいいてくれるよ、っていうこと。それに気付ければ良いことあるんじゃないの、っていうことだと思います。」と語っている。

### 脚本
本作のシナリオは、横手がプロットに記した「日番谷処刑命令が下される」というコンセプトを基に制作された。「原作で語られていないキャラクターの空白を補完する」作業を好む横手は、「キャラクターのサイドストーリーを考え」、「そこから物語を作り上げていく」という作劇法で作業に入った。当初は「日番谷が黒崎ファミリーにいじり倒されているシーン」なども構想していたが、尺の都合により削らざるを得なくなったという。また、日番谷が寡黙なキャラクターであることから、シナリオでは意図的に日番谷のセリフを削っていった。横手が本作で描きたいことは「プロットの最初の段階から」一貫していたため、その後の作業はディティールの微調整で済んだという。
シナリオの制作過程に関して、久保はまず、ぴえろとの間で「どこまでなら描いても大丈夫かという線引き」を話し合ったと述べている。プロットの流れには大きな変更を加えず、細かい設定や矛盾を解消するための調整に注力した。出来上がったシナリオは細部に至るまでチェックし、監督との話し合いを通じて改良を重ねたという。特に、一護の過去の描写については、原作でも詳しく描かれていない部分であり、「そのシーンの台詞は全部、自分で書かせて頂きました」とも述べている。また、最初に見せてもらった原案が非常に原作のイメージに合っていたことから、久保はその原案を基に自身の発想を膨らませることができたとしている。
シナリオ協力として物語終盤の戦闘場面を担当した大久保は、このシーンについて、「できるだけたくさんキャラを見せたいという意図から“強大な敵に皆で戦いを挑む”という構図がいいんじゃないかという話になったんですね。そこに上手くキャラをはめ込んでいくということをまず考えました。」と説明している。

### 音楽
音楽は、テレビシリーズに引き続き鷺巣詩郎が担当し、「斬魄刀のように『切れ味するどい！』BGM」の制作を目指した。レコーディングはロンドンと東京のスタジオを中心に行われ、鷺巣が「BLEACHサウンドの要」「BLEACHには欠かせない」と述べるレギュラー・アーティストに加え、新たなアーティストも参加した。
プロダクションはパリ、ロンドン、東京、ロサンゼルスを移動しながら進行し、東京で録音されたギタリストの松下誠と今剛の演奏は、各地のスタジオで称賛された。オーケストラはギャヴィン・ライト率いるThe London Studio Orchestraが担当し、合唱にはソプラノ・シンガーのキャサリン・ボット (Catherine Bott) 率いる選抜メンバーが参加した。劇中曲の詞は、これまでのシリーズで制作された楽曲同様、マイク・ウィズゴウスキー (Mike Wyzgowski) と鷺巣が打合せをしながら作詞した。さらに、新たなアーティストとして尺八の柴田旺山とマルチ・パーカッショニストの仙波清彦が参加した。

### 追悼
本編の上映後には、公開前月の2007年11月に死去したアニメーター・演出家の高橋資祐を追悼する画面が表示された。高橋はテレビシリーズの制作に参加していた。

## 封切り
2007年12月22日より全国東宝系の劇場にて公開された。興行通信社の調べによると、公開3日間の成績は、動員19万7,558人、興行収入2億1,856万円（前作対比144.4%）で、国内映画ランキング（全国週末興行成績）において初登場4位にランクインした。その後、同ランキングで公開4週目までトップ10入りを記録した。キネマ旬報社の調べによると、最終の興行収入は8億円となった。

## 評価

### 批評
朝日新聞記者の小原篤は朝日新聞デジタルのコラム「小原篤のアニマゲ丼」において、本作の物語が原作漫画やテレビアニメの複雑な設定や多くのキャラクターの関係性を基に進行するため、「原作ファンじゃないと敷居が高そう」と指摘している。また、小原は、巨大モンスターとの刀を使った派手なアクションシーンが見どころであるものの、「『裏切り者」となる冬獅郎と主人公・一護のドラマをもっと濃密に描いてもよかったのではないでしょうか」と評している。

### 売上
本作のDVD完全生産限定版とDVD通常版は、週間アニメDVDランキング（オリコン調べ）において、それぞれ1位と2位を獲得した。

## 主題歌
「光のロック」
サンボマスターによる主題歌。作詞・作曲は山口隆。

## DVD / Blu-ray
2008年9月3日にアニプレックスから、DVDが完全生産限定版と通常版の2形態で発売された。完全生産限定版には、本編ディスクに加え、メイキング映像やトレーラーなどを収録した特典DVD、オリジナルドラマCDが同梱された。また、工藤昌志による描き下ろしジャケット（デジパック仕様）、特大ポスターブックレットも付属された。
2022年12月14日にはアニプレックスからBlu-ray Discが発売された。
| 発売日         | 規格品番          | 規格品番  | 規格品番  | 出典   |
| 発売日         | DVD完全生産限定版 | DVD通常版 | BD通常版  | 出典   |
| -------------- | ----------------- | --------- | --------- | ------ |
| 2008年9月3日   | ANZB-2184         | ANSB-2184 |           | [ 33 ] |
| 2022年12月14日 |                   |           | ANSX-2181 | [ 34 ] |

### 特典ドラマCD
DVDの完全生産限定版に同梱された。収録時間は約20分。本ドラマCDには、下記のラジオドラマが収録された。
氷原に死す
日番谷の過去を描いた同名の読み切り作品をラジオドラマ化した録り下ろし作品。トラック1 - 11に収録。
PROMISE
本作の公開前に販売促進用として制作された特典ドラマCDから抜粋したもの。トラック12 - 14に収録。

## サウンドトラック
本作のオリジナル・サウンドトラック。2007年12月19日にアニプレックスから発売された。各楽曲の作曲はテレビシリーズに引き続き鷺巣詩郎が手掛けている。初回特典として工藤昌史による「描き下ろしオリジナル・ステッカー」が封入された。

### 収録曲
| 出典：全作曲・編曲: 鷺巣詩郎。 |                            |       |            |      |
| #                              | タイトル                   | 作詞  | 作曲・編曲 | 時間 |
| 1.                             | 「Kingdom Treasure Stamp」 |       | 鷺巣詩郎   | 1:42 |
| 2.                             | 「Attack On The Beat」     |       | 鷺巣詩郎   | 1:30 |
| 3.                             | 「The Fate」               |       | 鷺巣詩郎   | 1:51 |
| 4.                             | 「Start To Investigate」   |       | 鷺巣詩郎   | 1:18 |
| 5.                             | 「Disastrous Scene」       |       | 鷺巣詩郎   | 0:47 |
| 6.                             | 「Diamond Dust」           |       | 鷺巣詩郎   | 2:52 |
| 7.                             | 「Execution」              |       | 鷺巣詩郎   | 0:27 |
| 8.                             | 「Guitar III」             |       | 鷺巣詩郎   | 3:00 |
| 9.                             | 「Recollection I」         |       | 鷺巣詩郎   | 1:18 |
| 10.                            | 「World #05」              |       | 鷺巣詩郎   | 2:53 |
| 11.                            | 「Nightmare」              |       | 鷺巣詩郎   | 2:15 |
| 12.                            | 「Uneasiness」             |       | 鷺巣詩郎   | 2:03 |
| 13.                            | 「Feudal Society」         |       | 鷺巣詩郎   | 1:40 |
| 14.                            | 「Wanderers」              |       | 鷺巣詩郎   | 3:32 |
| 15.                            | 「Recollection II」        |       | 鷺巣詩郎   | 2:55 |
| 16.                            | 「Assassination」          |       | 鷺巣詩郎   | 0:44 |
| 17.                            | 「Baddest Presentiment」   |       | 鷺巣詩郎   | 0:50 |
| 18.                            | 「World #07 Blues」        |       | 鷺巣詩郎   | 2:12 |
| 19.                            | 「Encirclement Battle」    |       | 鷺巣詩郎   | 1:45 |
| 20.                            | 「Recollection III」       |       | 鷺巣詩郎   | 2:30 |
| 21.                            | 「A Jam Blues」            |       | 鷺巣詩郎   | 5:24 |
| 22.                            | 「Japanesq」               |       | 鷺巣詩郎   | 1:59 |
| 23.                            | 「The Rest Of Your Life」  |       | 鷺巣詩郎   | 3:23 |
| 24.                            | 「Treachery」              |       | 鷺巣詩郎   | 3:20 |
| 25.                            | 「Showing Off」            |       | 鷺巣詩郎   | 3:44 |
| 26.                            | 「Invasion」               |       | 鷺巣詩郎   | 2:48 |
| 27.                            | 「Breakthrough Even」      |       | 鷺巣詩郎   | 1:43 |
| 28.                            | 「Spiritual Bond」         |       | 鷺巣詩郎   | 5:09 |
| 29.                            | 「Db Blues」               |       | 鷺巣詩郎   | 2:12 |
| 合計時間:                      | 合計時間:                  | 67:46 |            |      |

## 関連書籍
ムービーガイド
- 『劇場版BLEACH The DiamondDust Rebellion もう一つの氷輪丸 MOVIE GUIDE』週刊少年ジャンプ2008年1月15日増刊、集英社、2008年1月15日発行（2007年12月7日発売）

ノベライズ
- 久保帯人（原作） / 松原真琴（小説）『劇場版BLEACH The DiamondDust Rebellion もう一つの氷輪丸』集英社〈ジャンプ ジェイ ブックス〉2007年12月27日第1刷発行（2007年12月22日発売）、ISBN 978-4-08-703189-8

アニメコミックス
- 久保帯人（原作） / ジャンプ・コミック出版編集部（編）『劇場版 BLEACH The DiamondDust Rebellion もう一つの氷輪丸 アニメコミックス』集英社〈ジャンプ・コミックス〉、2008年12月9日第1刷発行（2008年12月発売）、ISBN 978-4-08-874802-3
- 久保帯人（原作）『劇場版BLEACH アニメコミックス The DiamondDust Rebellion もう一つの氷輪丸』集英社〈集英社ジャンプリミックス〉、2010年11月27日第1刷発行（2010年11月22日発売）、ISBN 978-4-08-113086-3

## イベント
2007年12月1日から2008年1月14日まで、池袋・サンシャイン60展望台にて本作の公開記念イベント「劇場版公開記念BLEACH The DiamondDust Rebellion in サンシャイン」が開催された。会場では作品を紹介する展示が行われたほか、『BLEACH』のグッズが当たる抽選会、コンの着ぐるみによるグリーティングイベントなども行われた。
2007年12月9日に有楽町よみうりホールにて完成披露試写会が行われ、監督の阿部記之、原作者の久保帯人、黒崎一護役の森田成一、日番谷冬獅郎役の朴璐美、草冠宗次郎役の石田彰が舞台挨拶に登壇した。
公開初日の2007年12月22日には、TOHOシネマズ錦糸町にて阿部記之、久保帯人、森田成一、朴璐美、石田彰、朽木ルキア役の折笠富美子、阿散井恋次役の伊藤健太郎による初日舞台挨拶が行われた。

## タイアップ
アニメイト
2007年12月1日から31日まで、全国のアニメイト店舗にて関連商品を購入すると、1,000円ごとにミニフォトシールがプレゼントされるフェア「BLEACHフェア in アニメイト」が開催された。
東京都交通局
2007年12月16日から2008年1月5日まで、「都バス×『劇場版BLEACH』お台場スタンプラリー」がお台場・豊洲地区の都バス沿線で開催された。スタンプラリーの参加者には「みんくる・『劇場版BLEACH』卓上カレンダー」が参加賞としてプレゼントされた。また、記念バス共通カードが12月14日より発売された。
ロッテリア
2007年12月31日から2008年1月3日まで、全国のロッテリア店舗にて来店者に『BLEACH』デザインのフルポテセット100円引きクーポンを配布するタイアップキャンペーンが実施された。

## 特別番組
映画の公開に先立ち、2007年12月9日に特別番組『劇場版BLEACH法廷！「日番谷冬獅郎事件に迫る!!」』がテレビ東京系列にて放送された。同番組には、タレントの佐野夏芽、杉浦太陽が出演した。

## 連動企画

### 番外編「氷原に死す」
本作の公開に合わせ、久保は『週刊少年ジャンプ』2008年3号にて日番谷の過去を描いた読み切り作品「氷原に死す」を発表した。久保は同作について、「もともとあった話だが、この映画がなければ描かなかった作品」であると語っている。また、同作が収録された原作コミックス32巻において、オリジナルキャラクターの草冠についても深くキャラクターメイキングに関与したと述べているが、原案はアニメ制作側からのものであるため、読み切りには登場させなかったと説明している。